# Oberrothorn
Das Oberrothorn ist ein 3414 m ü. M. hoher Berg im Kanton Wallis, nahe Zermatt. Das Oberrothorn befindet sich rund 6 km östlich von Zermatt.
Der komplett eisfreie Gipfelaufbau und ein markierter Weg, zuletzt über den breiten, schuttbedeckten Südostgrat, machen das Oberrothorn zu einem der höchsten «Wandergipfel» der Alpen. Das Oberrothorn bietet eine umfassende Sicht auf über zwanzig Viertausender der Walliser Alpen, darunter Dom, Täschhorn, Rimpfischhorn, Strahlhorn, Monte Rosa, Matterhorn, Dent Blanche, Ober Gabelhorn, Zinalrothorn und Weisshorn.

## Aufstieg
Ein Aufstieg von Zermatt über Findeln und das Berghaus Fluhalp dauert aufgrund der Höhendifferenz von 1800 m etwa 5 Stunden. Mit der Métro Sunnegga (2288 m ü. M.) und den sich anschließenden Seilbahnen zum Blauherd (2580 m ü. M.) und Unterrothorn (3104 m ü. M.) kann die Aufstiegszeit drastisch verringert werden.